# Lac Chamo
Le lac Chamo (Chamo Hayk en amharique) est un lac de la Région des nations, nationalités et peuples du Sud au sud de l'Éthiopie. Situé dans la vallée du Grand Rift, il est juste au sud du lac Abaya et de la ville Arba Minch, et à l'est de la montagne Guge.

## Géographie
La partie nord du lac s'étend dans le parc national de Nech Sar. Le lac Chamo n'a pas toujours un effluent, mais certaines années, il déborde dans la rivière Sagan. Depuis quelques années, il est alimenté par les débordements du lac Abaya.
Le lac a été « découvert » en 1892 par le prince Eugenio Ruspoli qui le baptisa « lac Umberto », en l'honneur du roi Humbert Ier d'Italie.
Les espèces de poissons suivantes y ont été observées : Bagrus docmac, Hydrocynus forskahlii, Labeobarbus intermedius, Synodontis schall.

## Galerie

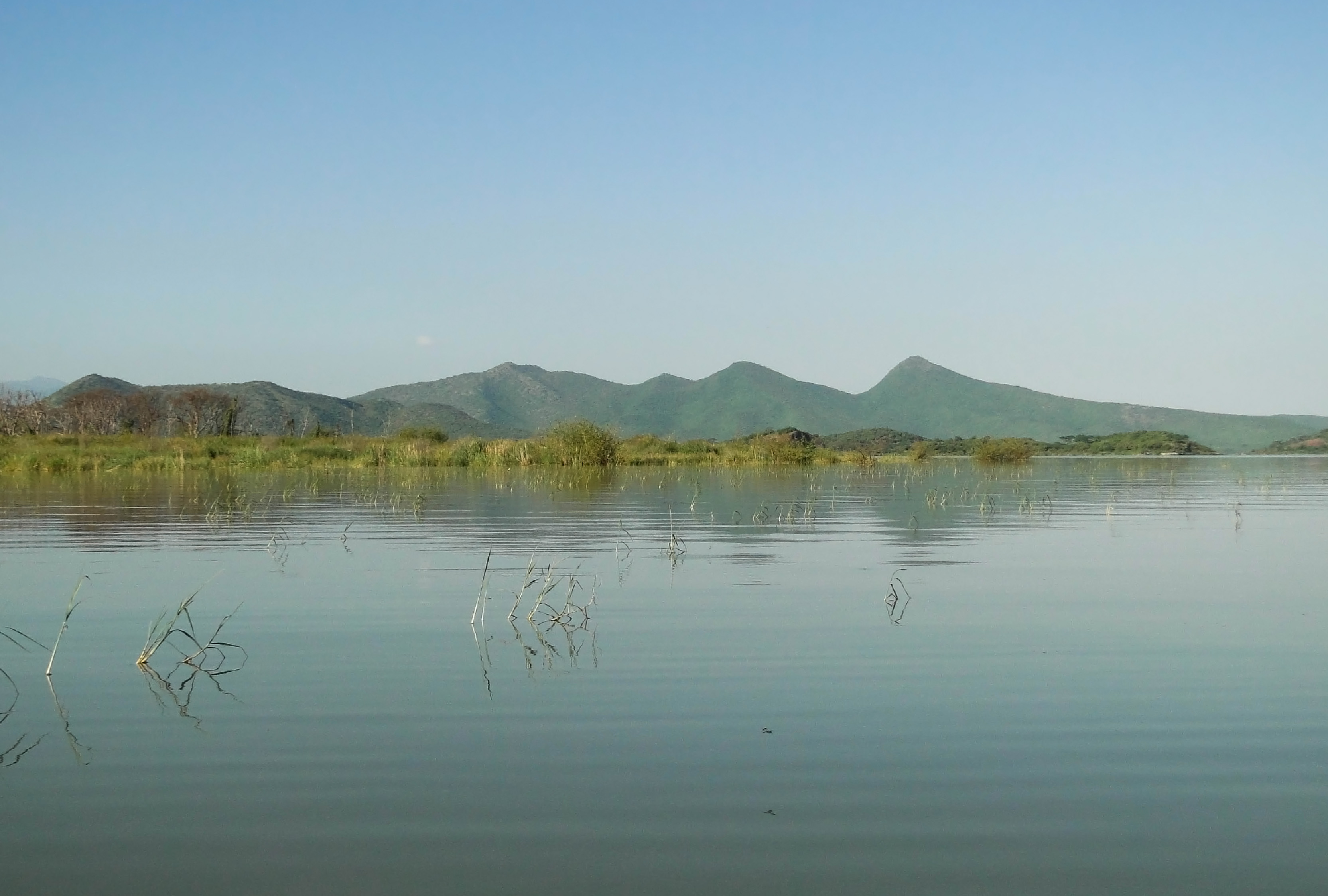
Sur le lac
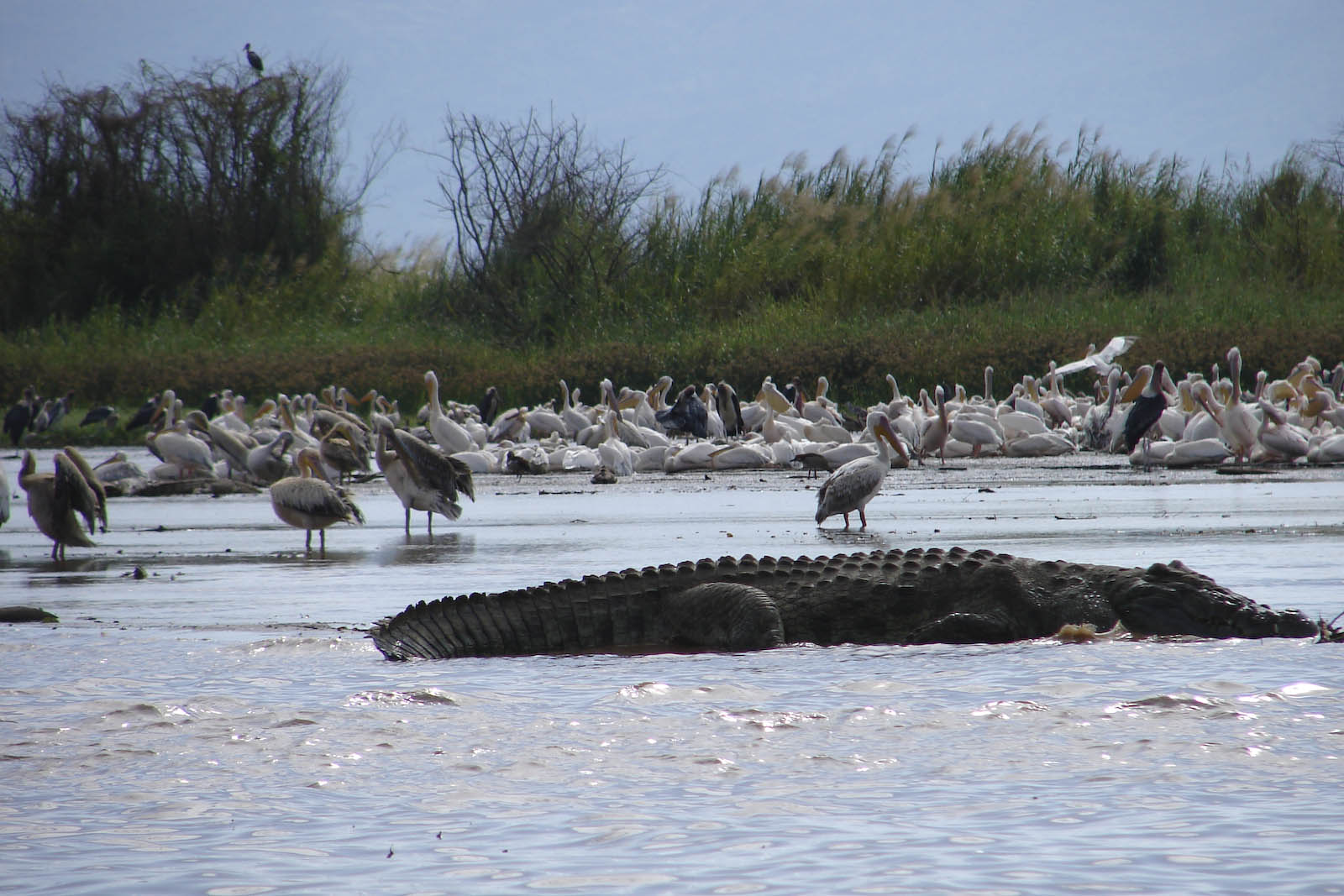
Crocodile et pélicans
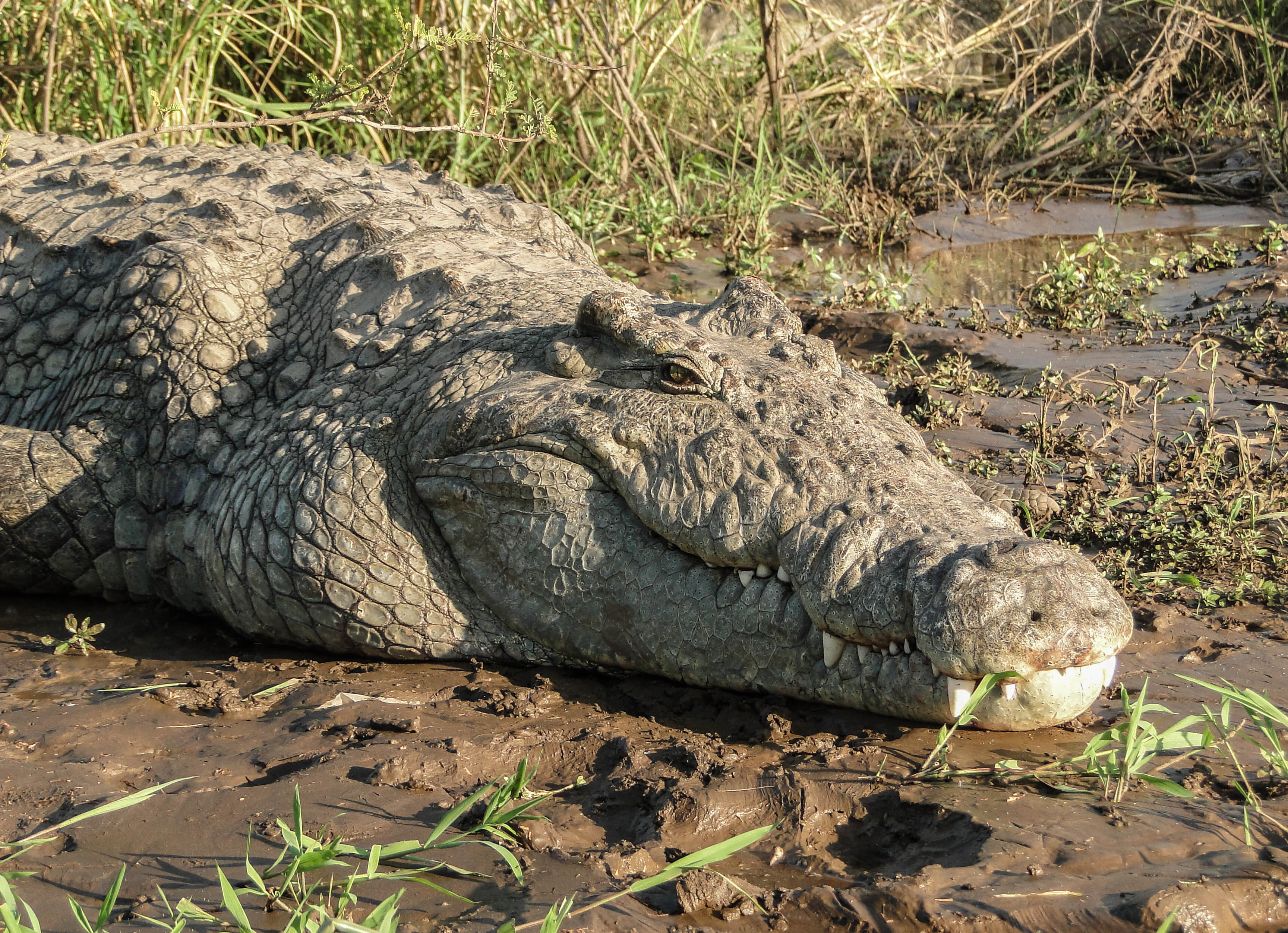
Crocodylus niloticus
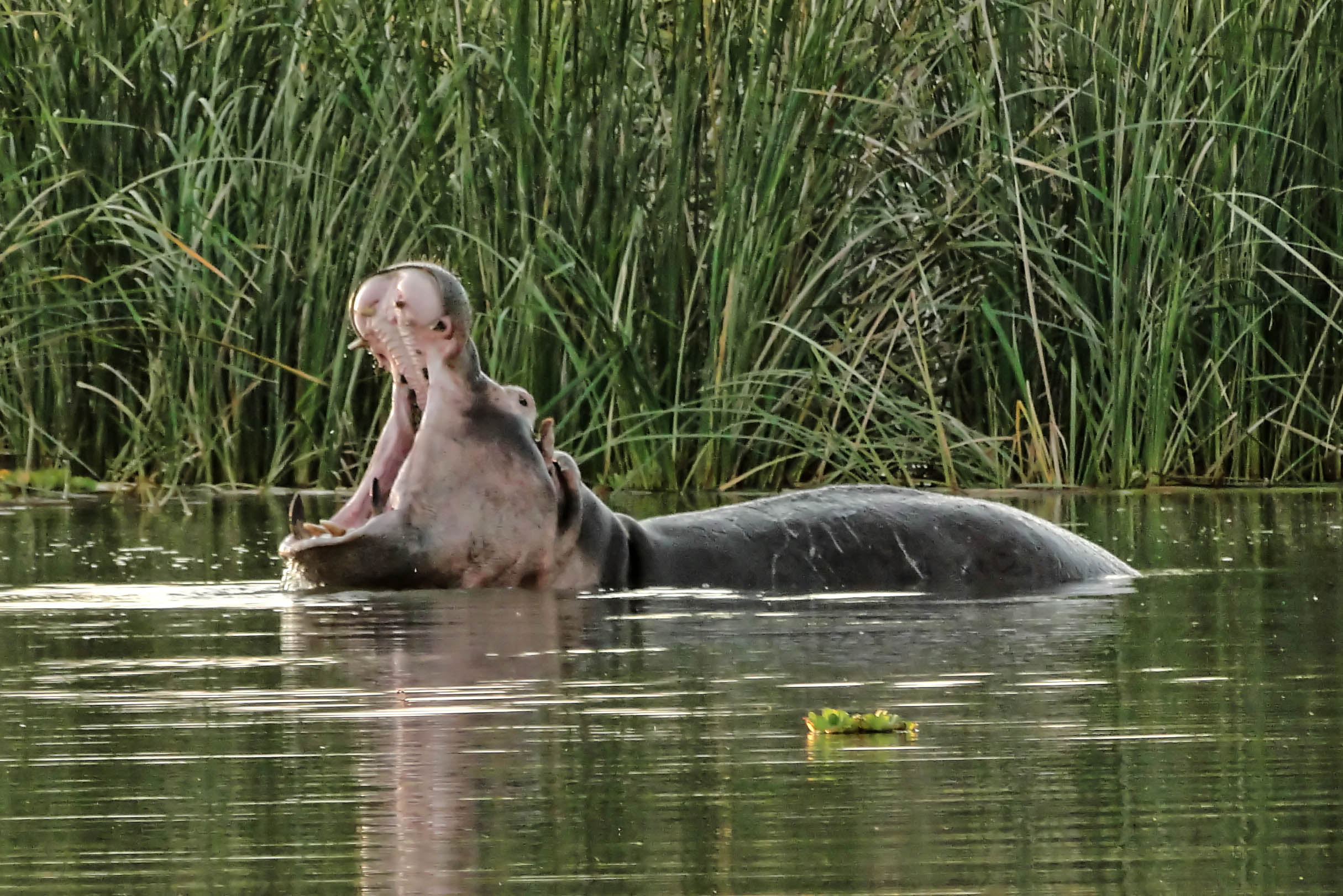
Hippopotamus amphibius